# Årås (bogserbåt)

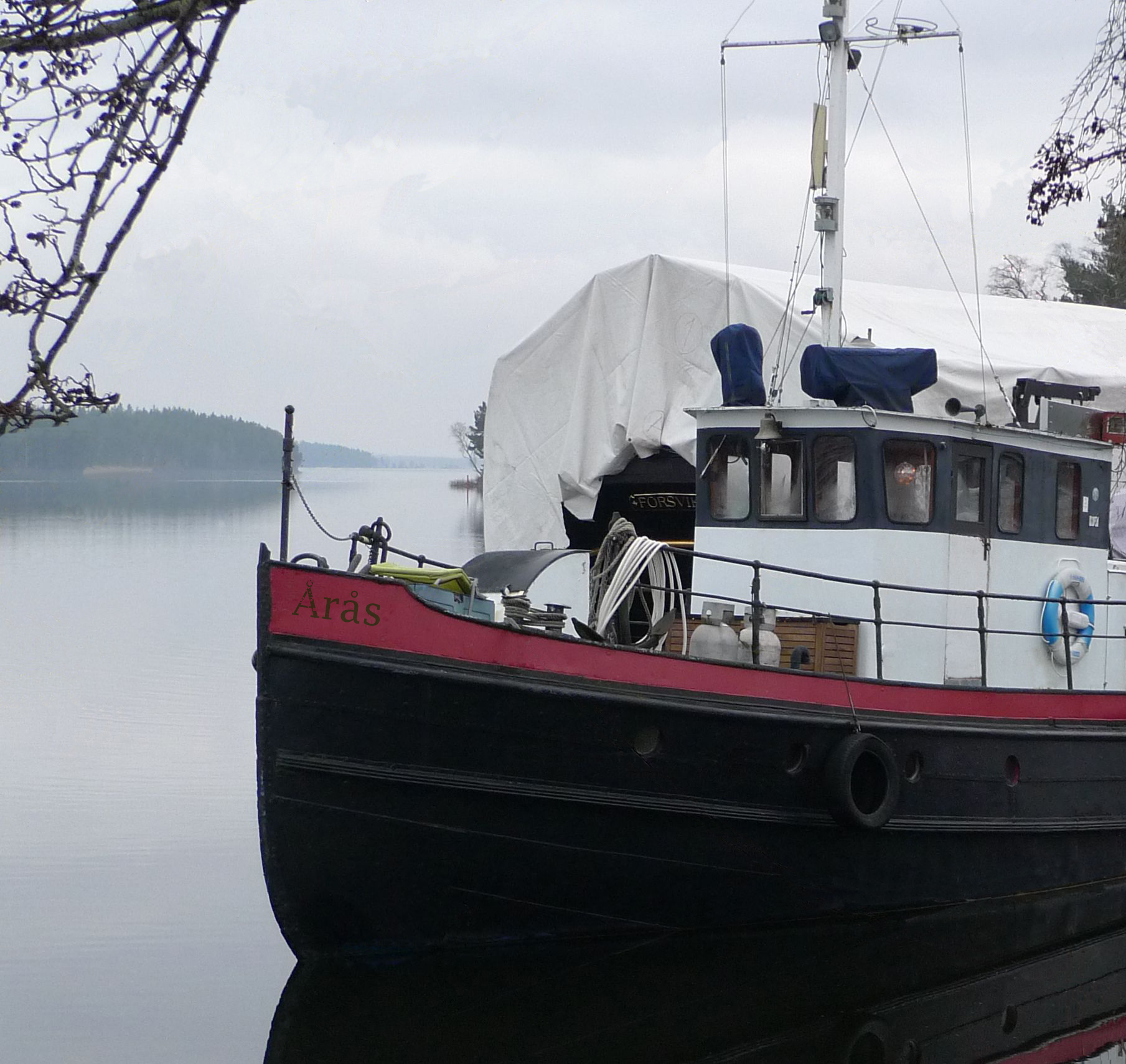
Bogserbåten Årås.

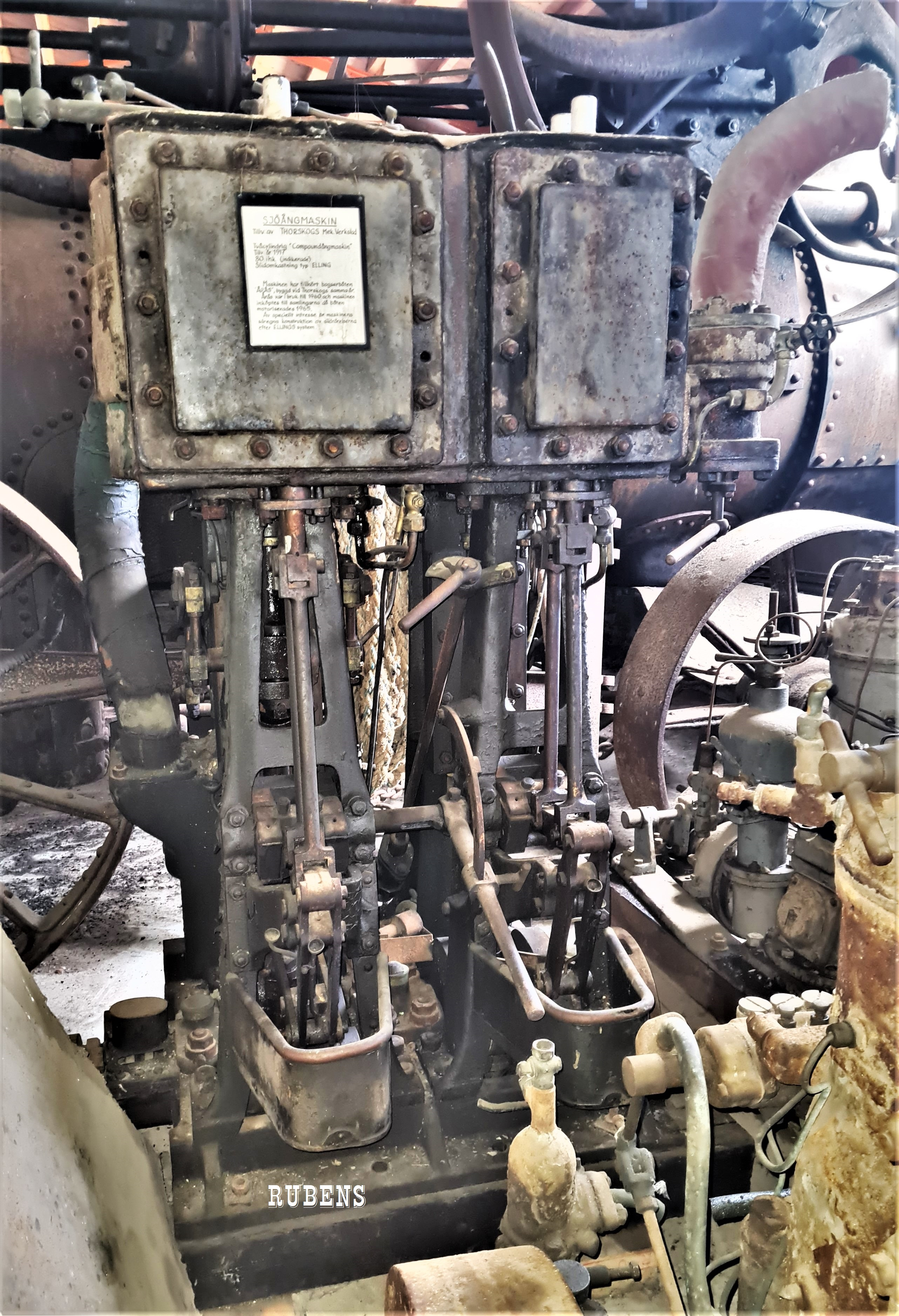
Ångmaskin från ÅRÅS, nu vid RUBENS i Götene

Årås är en bogserbåt, som byggdes 1917 vid Thorskogs Mekaniska Verkstad för dåvarande Uddeholmsbolaget och har huvudsakligen varit i verksamhet vid Skoghallsverken på Hammarön i norra Vänern. 
År 1930 förlängdes hon med två meter vid C.J. Wennbergs Mekaniska Verkstad i Karlstad. Samtidigt höjdes båten med 40 centimeter.
I början på 1960-talet såldes Årås och blev fritidsfartyg. Hennes ångmaskin byttes mot en tändkulemotor, en Seffle 227BF, byggd 1952. Ångmaskinen på 80 hk från 1917 är bevarad i Rubens maskinhistoriska samlingar.
Årås är K-märkt sedan 2018

## Tekniska data
- Byggår: 1917
- Längd: 16,53 m.
- Bredd: 3,96 m.
- Största djup: 1,8 m.
- Motor: Seffle 227BF semidiesel på 120 hk